# Encrucijada de odios
Encrucijada de odios (título original: Crossfire) es una película estadounidense de 1947 de cine negro. Protagonizada por Robert Young, Robert Mitchum y Robert Ryan, trata el tema del antisemitismo, al igual que la ganadora del Oscar a la mejor película de ese año, Gentleman's Agreement. El filme fue dirigido por Edward Dmytryk y el guion, escrito por John Paxton, es una adaptación de la novela de 1945 The Brick Foxhole, del guionista y director Richard Brooks.
La película se estrenó en los Estados Unidos en fechas diversas: el 22 de julio de 1947 en Nueva York y el 15 de agosto del mismo año en el resto del país.En España su estreno no se produjo hasta el 17 de diciembre de 1953.Esta película contó con un presupuesto de 678.000 dólares y recaudó alrededor de 2,5 millones de dólares en los Estados Unidos.
La película recibió cinco nominaciones a los Premios Óscar, entre ellas la de Ryan al Óscar al mejor actor de reparto y la de Gloria Grahame al Óscar a la mejor actriz de reparto. Fue la primera película de serie B en recibir una nominación al Óscar a la mejor película.

## Argumento
En la escena inicial, que transcurre en una habitación de hotel, se ve a un individuo golpear hasta la muerte a un hombre judío llamado Joseph Samuels. Nombrado responsable de la investigación del asesinato, el Capitán Finlay sospecha que el asesino puede estar entre un grupo de soldados ya retirados que habían estado con Samuels, la misma noche de su muerte, y una acompañante.
El soldado raso «Monty» Montgomery le da su versión de los hechos al investigador Finlay. En su declaración afirma que él y su amigo Floyd Bowers conocieron a Samuels en el bar del hotel y subieron a su habitación, donde Samuels mantuvo una conversación con el Cabo «Mitch» Mitchell. Sin embargo, al poco de su llegada y tras haber consumido demasiado alcohol, Mitch abandona el lugar, seguido minutos después por Monty y Floyd. Según Monty, esa fue la última vez que vieron a Samuels con vida.
El Sargento Keeley, preocupado porque Mitch sea el principal sospechoso, investiga el asesinato por su cuenta, con la esperanza de limpiar el nombre de su amigo. Después de ayudar a Mitch a escapar de la policía, Keeley se encuentra con él en un cine, donde Mitch le da su versión de los hechos. Aunque estaba borracho, Mitch recuerda que Monty discutió con Samuels dentro de su casa. Una vez Mitch se hubo ido, pasó el resto de la noche con Ginny Tremaine, una chica de la calle que conoció en un salón de baile. Cuando se despierta al día siguiente en su apartamento, Ginny no está allí. Escucha entonces golpes en la puerta. Es el esposo de Ginny, el Sr. Tremaine, quien le ofrece tomar café. Mitch aprovecha que el Sr. Tremaine busca algunos cigarrillos, para salir apresuradamente del lugar.
Mientras tanto, Monty y Floyd se citan en un apartamento. El primero le dice al segundo que permanezca oculto y que han de idear una misma coartada: no discutieron con Samuels y salieron de su habitación poco después de que lo hiciera Mitch. Keeley llama entonces a la puerta y habla brevemente con Floyd sobre el asesinato mientras Monty se esconde. Después de que Keeley se vaya, Monty, revelado como el asesino, reprende a Floyd por negarse a cumplir sus requisitos, lo golpea y lo mata.
Acompañada por el Oficial Finlay, la esposa de Mitch, Mary, se presenta en el apartamento de Ginny. En un intento por idear una coartada para su esposo, le pide a Finlay que espere fuera, ya que la presencia de un agente de policía podría hacer que Ginny se cierre en banda. Si Ginny admite haber pasado la noche con Mitch, demostrará que este no mató a Samuels. Sin embargo, Ginny afirma no conocer a Mitch, lo que lleva a Finlay a interrogarla. Poco más tarde, ella se retracta y admite conocer a Mitch, pero añade que nunca quedaron en su habitación. Luego, el esposo de Ginny aparece desde una habitación trasera y le dice a Finlay que recuerda a Mitch, proporcionando así una coartada.
De regreso, en comisaría, Finlay interroga a Monty por segunda vez, con la esperanza de descubrir el motivo del asesinato de Samuels, pero lo deja ir. Con Keeley en su oficina, Finlay sospecha que el antisemitismo fue el móvil más probable del asesinato de Samuels, porque ninguna persona involucrada lo conocía personalmente. Dado su manifiesto antisemitismo, ambos sospechan que Monty fue responsable de matar tanto a Samuels como a Floyd. Con la ayuda de un soldado llamado Leroy, preparan una trampa para atraparlo. Leroy le dice a Monty que Floyd quiere reunirse con él y le entrega una dirección donde puede encontrar a Floyd. Monty se presenta en el apartamento donde mató a Floyd, presumiblemente para verificar si todavía sigue vivo, y se encuentra con Finlay y otro policía. Finlay le dice a Monty que se delató a sí mismo ya que la dirección en el papel era en realidad la de un edificio diferente. Monty intenta escapar, pero Finlay lo mata a tiros.
Después de que Monty sea asesinado, Finlay y Keeley se despiden. Mientras Finlay se aleja en su coche, Keeley mira a Leroy y responde: «¿Qué te parece si tomamos un café?».

## Reparto
- Robert Young como el capitán Finlay
- Robert Mitchum como el sargento Peter Keeley
- Robert Ryan como "Monty" Montgomery
- Gloria Grahame como Virginia “Ginny” Tremaine[10]
- Paul Kelly como “The Man” Mr. Tremaine[10]
- Sam Levene como Joseph Samuels
- Jacqueline White como Mary Mitchell
- Steve Brodie como Floyd Bowers
- George Cooper como el capitán Arthur "Mitch" Mitchell
- Richard Benedict como Bill Williams
- Tom Keene como Dick, el detective (como Richard Powers)
- William Phipps como Leroy
- Lex Barker como Harry
- Marlo Dwyer como Miss Lewis
- Kenneth McDonald como el alcalde

## Producción
El guion de la película, escrito por John Paxton, es una adaptación de la novela de 1945 The Brick Foxhole, del director y guionista Richard Brooks. Este la escribió siendo sargento del Cuerpo de Marines de EE. UU. y mientras rodaba películas de entrenamiento en Quantico, Virginia, y Camp Pendleton, California. En la novela, la víctima era homosexual. Como se cuenta en la película El celuloide oculto y en el documental incluido en la edición en DVD de la película Crossfire, el Código Hays de Hollywood prohibía cualquier mención a la homosexualidad porque se consideraba una perversión sexual. Por esta razón, el tema de la homofobia del libro, que se publicó mientras Brooks servía en el Cuerpo de Marines, se cambia por el racismo y el antisemitismo. Un compañero marine, el actor Robert Ryan, conoció a Brooks y le dijo que estaba decidido a interpretar una versión del libro en la gran pantalla.

## Estreno y notas de distribución en el ejército estadounidense
La película se estrenó en el Teatro Rivoli de Nueva York el 22 de julio de 1947.
El Ejército de los Estados Unidos únicamente presentó la película en sus bases estadounidenses. La Marina de Guerra de los Estados Unidos, sin embargo, no exhibió la película.

## Recepción

### Crítica
La crítica de la revista Variety con motivo del estreno de la película fue positiva: «Crossfire destaca por representar de manera clara el antisemitismo. El productor Dore Schary, en colaboración con Adrian Scott, muestra temas de lo más controvertidos. De hecho, se muestran ejemplos de matrimonios mixtos y de clubes que excluyen a judíos. Se trata de una película contundente (basada en la novela de Richard Brooks, The Brick Foxhole) en la que los rasgos del género de misterio o suspense quedan en un segundo plano, de tal manera que la atención recae en la intolerancia y los prejuicios raciales... El director Edward Dmytryk ha trazado retratos fascinantes. La técnica del flashback es eficaz, ya que matiza y colorea cada una de las actitudes de los antagonistas, tal y como lo recuerda el resto del reparto».
Bosley Crowther, crítico de cine del New York Times, alabó profusamente la interpretación de los actores, afirmando lo siguiente: «Dmytryk ha manejado de forma excelente un reparto superlativo. Robert Ryan resulta muy real como el asesino cruel, musculoso, escandaloso, intolerante y despiadado, y Robert Mitchum, Steve Brodie y George Cooper destacan en su papel de sus amigos. Robert Young da vida con gran agudeza al teniente de policía, paciente e inquisitivo, cuya mente y sensibilidad, expresadas con convicción, se rebelan ante lo que descubre. Sam Levene es conmovedora y amable en su breve interpretación como víctima judía, y Gloria Grahame es tan descarada y patética como una chica de la calle».
En el año 2000, el crítico Dennis Schwartz cuestionó la clasificación de la película dentro de la categoría de cine negro y habló de la dirección de fotografía en su reseña, donde apuntaba esto: «Es más una película que transmite un mensaje al espectador que un thriller negro, pero la mayoría de los cinéfilos la han clasificado dentro de la etiqueta de cine negro... J. Roy Hunt, el cinematógrafo de 70 años que se remonta a los primeros días de Hollywood, rodó la película utilizando el estilo de iluminación en clave baja, proporcionando tomas oscuras de Monty, contrastadas con tomas fantasmales de Mary Mitchell (Jacqueline White) mientras acude angelicalmente a ayudar a su marido Arthur, metido hasta arriba en problemas».
Basándose en 24 reseñas, el sitio web de reseñas de cine y televisión Rotten Tomatoes ofrece el siguiente dato: el 88% de los críticos valoraron positivamente la película.

### Taquilla
La película obtuvo unas ganancias de 1.270.000 dólares.

### Premios
| Premio                                                              | Año  | Categoría               | Resultado |
| ------------------------------------------------------------------- | ---- | ----------------------- | --------- |
| Festival de Cannes                                                  | 1947 | Mejor Película Social   | Ganadora  |
| Premios Edgar Allan Poe                                             | 1948 | Mejor Película          | Ganadora  |
| 20.ª edición de los Premios Óscar                                   | 1948 | Mejor Película          | Nominada  |
| 20.ª edición de los Premios Óscar                                   | 1948 | Mejor Dirección         | Nominado  |
| 20.ª edición de los Premios Óscar                                   | 1948 | Mejor Actor de reparto  | Nominado  |
| 20.ª edición de los Premios Óscar                                   | 1948 | Mejor Actriz de reparto | Nominada  |
| 20.ª edición de los Premios Óscar                                   | 1948 | Mejor Guion Adaptado    | Nominado  |
| Academia Británica de las Artes Cinematográficas y de la Televisión | 1949 | Mejor Película          | Nominada  |